# السبحية (نجرة)

تعديل مصدري - تعديل

السبحية هي إحدى قرى عزلة الشعاثمة بمديرية نجرة التابعة لمحافظة حجة، بلغ تعداد سكانها 386 نسمة حسب تعداد اليمن لعام 2004.